# Český slavík 2024
Dvacáté šesté udílení Českého slavíka se konalo 29. listopadu ve Foru Karlín. Soutěž byla organizována a vysílána prostřednictvím stanice TV Nova ve 20:20 středoevropského času. Moderovali ho Ondřej Sokol a Aleš Háma.

## Vítězové

### Zpěvák
1. Marek Ztracený (34 792 hlasů)
2. Vojtěch Dyk (28 387 hlasů)
3. Václav Noid Bárta (26 323 hlasů)

### Zpěvačka
1. Ewa Farna (54 484 hlasů)
2. Lucie Bílá (48 199 hlasů)
3. Monika Absolonová (33 310 hlasů)

### Skupina
1. Kabát (37 020 hlasů)
2. Chinaski (24 750 hlasů)
3. Mirai (24 008 hlasů)

### Hip Hop a Rap
1. Calin (23 324 hlasů)
2. ATMO music (17 627 hlasů)
3. Viktor Sheen (14 524 hlasů)

### Objev roku
- Sofian Medjmedj (32 297 hlasů)

### Nejoblíbenější píseň posluchačů Rádia Impuls
- Ta bílá ti sluší – Marek Ztracený

### Absolutní slavík
- Ewa Farna (54 484 hlasů)

### Síň slávy
- Marta Kubišová

## Seznam písní
Během předávání cen zazněly následující písně:
- Aleš Háma a Ondřej Sokol – úvodní píseň
- Mirai – Summer love
- Tomáš Klus – Dokola
- Pam Rabbit – Space
- Dan Bárta, Bára Basiková a Kamil Střihavka – Jesus Christ Superstar
- Marek Ztracený – Ta bílá ti sluší
- Sofian Medjmedj – Mona Lisa
- Ewa Farna – Vlny
- Brixtn – Karma
- Michal David – Život je náš
- Aleš Háma a Ondřej Sokol – Bílá orchidej, Cappucino
- Marie Rottrová – Lásko voníš děštěm

## Předávající

### Kategorie Zpěvačka
- Bronzový slavík – Barbora Krejčíková
- Stříbrný slavík – Ondřej Soukup
- Zlatý slavík – Miroslav Donutil

### Nejoblíbenější píseň posluchačů Rádia Impuls
- Zlatý slavík – Klára Šedová a Jan Daněk (Impulsovi)

### Kategorie Hudební skupina
- Bronzový slavík – Petra Nesvačilová a Hana Vagnerová
- Stříbrný slavík – Zorka Hejdová a Jan Solfronk
- Zlatý slavík – Marta Jandová a Petr Janda

### Kategorie Hip Hop a Rap
- Bronzový slavík – Tomáš Břínek
- Stříbrný slavík – Jan Černý
- Zlatý slavík – Martin "Mikýř" Mikyska a Ondřej Novotný

### Kategorie Zpěvák
- Bronzový slavík – Leoš Mareš
- Stříbrný slavík – Martin Fuksa a Tomáš Macháč
- Zlatý slavík – LP

### Kategorie Objev roku
- Zlatý slavík – Lucie Bílá

### Kategorie Absolutní vítěz
- Zlatý slavík – Tomáš Jaus a Daniel Grunt

### Kategorie Síň slávy
- Zlatý slavík – Petr Neužil